# Charles Menche de Loisne
Charles Louis Constant Menche de Loisne, est un haut fonctionnaire, administrateur civil, et un écrivain français né le 4 août 1819 à Aire-sur-la-Lys et mort le 25 avril 1901 à Paris.

## Biographie
Charles Louis Constant est le fils du colonel Louis Charles Thimotée Menche de Loisne, intendant général d’armée et gouverneur de l’Aragon. Il a pour neveu l'historien Auguste Menche de Loisne.
Il est élève à l'École militaire de Saint-Cyr en 1837, il en sort sous-lieutenant en 1840. Il passe dans l'administration et est nommé secrétaire général de la police à la préfecture du Rhône en 1851 puis sous-préfet de Boulogne en 1853 ; c'est à son instigation qu'y est fondée en 1854 la société Notre-Dame de Boulogne pour aider les familles touchées par la levée des marins nécessitée par la guerre d'Orient. En 1862, il est nommé secrétaire général de la préfecture de la Gironde en 1862. Il est préfet de la Lozère de 1864 à 1868, puis du Tarn en 1868.
Nommé gouverneur de la Martinique de 1870 à 1873, il est confronté à l'insurrection du Sud de l'île en septembre 1870, qu'il qualifie ainsi : « La Martinique a vu éclater à la fin du mois de septembre 1870, à la nouvelle de nos désastres et de la proclamation de la République, l’insurrection la plus redoutable qui ait menacé l’existence d’une de nos grandes colonies, depuis la révolte de Saint-Domingue. » dans une brochure publiée en 1871. Il décrète l'état de siège. L'insurrection est réprimée.
Il prend sa retraite en 1874.

## Distinctions
- Chevalier de l'ordre de Saint-Grégoire-le-Grand
- Officier de la Légion d'honneur

## Publications
En 1851, Charles Menche de Loisne envoie un texte en réponse au concours organisé par l'Académie de Châlons-sur-Marne ; son ouvrage reçoit le premier prix et est publié l'année suivante à Paris : 
- Influence de la littérature française de 1830 à 1850 sur l'esprit public et les mœurs, Paris, frères Garnier, 1852.

Charles Menche de Loisne fait partie des critiques conservateurs du milieu du XIXe siècle pour qui les œuvres de fiction doivent être conformes aux codes moraux les plus rigoureux,.
Il publie par ailleurs des ouvrages d'histoire politique :
- Le Gouvernement et la constitution britanniques au dix-huitième siècle, étude historique, Paris, E. Dentu, 1868, XII-391 p.
- France et Angleterre, étude sociale et politique, Paris, E. Dentu, 1859, 372 p.
- Histoire politique de la France, Paris, E. Plon et Nourrit, 1886, 435 p.

Sur son activité comme gouverneur de la Martinique, il publie une petite brochure :
- Insurrection de la Martinique : 22 septembre-1er octobre 1870, Paris, E. Dentu, 1871, 38 p.[5].